# Војводство мазовско
Војводство Мазовско (пољ. Województwo mazowieckie) је једно од 16 Пољских Војводстава. Основано је 1999. године од Варшавског, Ћехановског, Радомског, Остролецког, Сиједлацког, Плоцког, дела Скијерњевицког, Бијалскоподалског и Ломжињског војводства. Налази се у источном делу средишње Пољске.
Тренутно се разматра пројекат по коме би се Варшава издвојила из региона као независно војводство, а седиште Мазовског војводства пренело у неки други град, нпр. у Радом или Плоцк. Ипак, најбитнији су економски разлози, тако да би искључивање Варшаве из оквира Мазовског војводства у овом тренутку онемогућило да она користи структуралне фондове ЕУ (јер они зависе од средњег доходка по глави становника). У будућности, када средњи доходак у војводству буде био виши, осамостаљење Варшаве ће оставити могућност даљег добијања средстава из фондова.

## Географија
Највећи градови у војводству (подаци у хиљадама) су:
- Варшава - 1690,8
- Радом - 227,9
- Плоцк - 127,9
- Сједлице - 76,9
- Остроленка - 54,1

### Положај
Војводство Мазовско се налази у источном делу средишње Пољске и граничи се са следећим војводствима:
- Подласким
- Кујавско-Поморским
- Варминско-Мазурским
- Светокришким
- Лублинским
- Лођским

## Заштита природе
По подацима из 2000. године површина свих заштићених терена у војводству износи 1053439,9 ha, што представља 29,6% површине војводства.
На терену војводства се налази:
- 1 национални парк
- 9 крајобразових паркова (парк у коме је могуће вршити индустријске делатности али у ограниченом обиму)
- 171 резервата природе
- 62 терена заштићене природе

## Административна подела
Мазовско војводство се састоји од 42 повјата. Повјати се деле на 314 општина — 35 градских, 50 градско-сеоских и 229 сеоских.
1. повјат бјалобжески (powiat białobrzeski)
2. повјат ћехановски
3. повјат гавролињски (powiat garwoliński)
4. повјат гостињињски (powiat gostyniński)
5. повјат грођиски (powiat grodziski)
6. повјат гројецки (powiat grójecki)
7. повјат козјењицки (powiat kozienicki)
8. повјат легионовски
9. повјат липски (powiat lipski)
10. повјат лосицки (powiat łosicki)
11. повјат маковски
12. повјат мињски
13. повјат млавски (powiat mławski)
14. повјат новодворски (powiat nowodworski)
15. повјат остроленцки (powiat ostrołęcki)
16. повјат островски
17. повјат отвоцки (powiat otwocki)
18. повјат пјасечињски (powiat piaseczyński)
19. повјат плоцки (powiat płocki)
20. повјат плоњски (powiat płoński)
21. повјат прушковски
22. повјат пшасниски (powiat przasnyski)
23. повјат пшисуски (powiat przysuski)
24. повјат пултуски (powiat pułtuski)
25. повјат радомски (powiat radomski)
26. повјат сједлецки (powiat siedlecki)
27. повјат сјерпецки (powiat sierpecki)
28. повјат сохачевски (powiat sochaczewski)
29. повјат соколовски (powiat sokołowski)
30. повјат шидловјецки (powiat szydłowiecki)
31. повјат западно варшавски (powiat warszawski zachodni)
32. повјат венгровски
33. повјат воломињски
34. повјат вишковски
35. повјат зволењски (powiat zwoleński)
36. повјат журомињски
37. повјат жирардовски (powiat żyrardowski)
38. градски повјат Остроленка (Ostrołęka)
39. градски повјат Плоцк (Płock)
40. градски повјат Радом (Radom)
41. градски повјат Сједлце (Siedlce)
42. градски повјат Варшава (Warszawa)

## Градови
У Мазовском в ојводству се налази 85 градова, од тога 5 градова имају статус повјата и 30 статус општине.
Њихова површина и број становника су следећи (2004):
Бјалобжеги (пољ. Białobrzegi) (751 ha – 7246 ст.)

Бјежуњ (пољ. Bieżuń) (1207 ha – 1922 ст.)

Блоње (пољ. Błonie) (912 ha – 12159 ст.)

Брок (пољ. Brok) (2805 ha – 1912 ст.)

Брвинов (пољ. Brwinów) (1006 ha – 11633 ст.)

Хожеле (пољ. Chorzele) (1751 ha – 2745 ст.)

Ћеханов (пољ. Ciechanów) (3284 ha – 46545 ст.)

Дробин (пољ. Drobin) (964 ha – 3007 ст.)

Гарволин (пољ. Garwolin) (2208 ha – 15747 ст.)

Гомбин (пољ. Gąbin) (2816 ha – 4139 ст.)

Глинојецк (пољ. Glinojeck) (737 ha – 3116 ст.)

Гостињин (пољ. Gostynin) (3231 ha – 19446 ст.)

Гора Калварија (пољ. Góra Kalwaria) (1372 ha – 10995 ст.)

Грођиск Мазовјецки (пољ. Grodzisk Mazowiecki) (1319 ha – 26276 ст.)

Гројец (пољ. Grójec) (852 ha – 14758 ст.)

Халинов (пољ. Halinów) (284 ha – 3210 ст.)

Илжа (пољ. Iłża) (1583 ha – 5223 ст.)

Јозефов (пољ. Józefów) (2392 ha – 17415 ст.)

Калушин (пољ. Kałuszyn) (1229 ha – 2875 ст.)

Карчев (пољ. Karczew) (2811 ha – 10502 ст.)

Кобилка (пољ. Kobyłka) (2005 ha – 17408 ст.)

Констанћин-Језјорна (пољ. Konstancin-Jeziorna) (1710 ha – 16391 ст.)

Косов Лацки (пољ. Kosów Lacki) (1157 ha – 2159 ст.)

Козјењице (пољ. Kozienice) (1045 ha – 18826 ст.)

Легионово (пољ. Legionowo) (1360 ha – 50484 ст.)

Липско (пољ. Lipsko) (1570 ha – 5962 ст.)

Ласкажев (пољ. Łaskarzew) (1535 ha – 4919 ст.)

Лохов (пољ. Łochów) (1335 ha – 6422 ст.)

Ломјанки (пољ. Łomianki) (840 ha – 14749 ст.)

Лосице (пољ. Łosice) (2375 ha – 7114 ст.)

Маков Мазовјецки (пољ. Maków Mazowiecki) (1030 ha – 10022 ст.)

Марки (пољ. Marki) (2601 ha – 22019 ст.)

Милановек (пољ. Milanówek) (1352 ha – 15368 ст.)

Мињск Мазовјецки (пољ. Mińsk Mazowiecki) (1312 ha – 36791 ст.)

Млава (пољ. Mława) (3550 ha – 29693 ст.)

Могјелњица (пољ. Mogielnica) (1298 ha – 2506 ст.)

Морди (пољ. Mordy) (454 ha – 1835 ст.)

Мшчонов (пољ. Mszczonów) (856 ha – 6269 ст.)

Мишињец (пољ. Myszyniec) (1074 ha – 2999 ст.)

Насјелск (пољ. Nasielsk) (1267 ha – 7250 ст.)

Нове Мјасто над Пилицом (пољ. Nowe Miasto nad Pilicą) (1114 ha – 3941 ст.)

Нови Двор Мазовјецки (пољ. Nowy Dwór Mazowiecki) (2827 ha – 27431 ст.)

Остроленка (пољ. Ostrołęka) (2900 ha – 54194 ст.)

Остров Мазовјецка (пољ. Ostrów Mazowiecka) (2209 ha – 22510 ст.)

Отвоцк (пољ. Otwock) (4733 ha – 42606 ст.)

Ожаров Мазовјецки (пољ. Ożarów Mazowiecki) (575 ha – 8071 ст.)

Пјасечно (пољ. Piaseczno) (1633 ha – 34603 ст.)

Пјастов (пољ. Piastów) (583 ha – 23394 ст.)

Пилава (пољ. Pilawa) (662 ha – 4109 ст.)

Пионки (пољ. Pionki) (1834 ha – 20088 ст.)

Плоцк (пољ. Płock) (8806 ha – 128145 ст.)

Плоњск (пољ. Płońsk) (1138 ha – 22231 ст.)

Подкова Лесна (пољ. Podkowa Leśna) (1010 ha – 3794 ст.)

Прушков (пољ. Pruszków) (1915 ha – 54727 ст.)

Пжасниш (пољ. Przasnysz) (2516 ha – 17001 ст.)

Пшисуха (пољ. Przysucha) (698 ha – 6165 ст.)

Пултуск (пољ. Pułtusk) (2283 ha – 19130 ст.)

Раћонж (пољ. Raciąż) (382 ha – 4601 ст.)

Радом (пољ. Radom) (11171 ha – 228290 ст.)

Рађимин (пољ. Radzymin) (2332 ha – 7630 ст.)

Рожан (пољ. Różan) (667 ha – 2688 ст.)

Сероцк (пољ. Serock) (1248 ha – 3572 ст.)

Сједлице (пољ. Siedlce) (3187 ha – 76913 ст.)

Сјерпц (пољ. Sierpc) (1860 ha – 18840 ст.)

Скаришев (пољ. Skaryszew) (2749 ha – 3866 ст.)

Сохачев (пољ. Sochaczew) (2613 ha – 38302 ст.)

Соколов Подласки (пољ. Sokołów Podlaski) (1750 ha – 18361 ст.)

Сулејовек (пољ. Sulejówek) (1951 ha – 18362 ст.)

Шидловјец (пољ. Szydłowiec) (2193 ha – 12195 ст.)

Тарчин (пољ. Tarczyn) (524 ha – 3845 ст.)

Тлушч (пољ. Tłuszcz) (781 ha – 7162 ст.)

Варка (пољ. Warka) (2578 ha – 11016 ст.)

Варшава (пољ. Warszawa) (51690 ha – 1689559 ст.)

Венгров (пољ. Węgrów) (3550 ha – 12561 ст.)

Воломин (пољ. Wołomin) (1732 ha – 36486 ст.)

Вишков (пољ. Wyszków) (2078 ha – 26755 ст.)

Вишогрод (пољ. Wyszogród) (1387 ha – 2862 ст.)

Висмјежице (пољ. Wyśmierzyce) (1656 ha – 909 ст.)

Закрочим (пољ. Zakroczym) (1951 ha – 3413 ст.)

Зомпки (пољ. Ząbki) (1113 ha – 22571 ст.)

Зјелонка (пољ. Zielonka) (7923 ha – 17065 ст.)

Зволењ (пољ. Zwoleń) (1578 ha – 8195 ст.)

Желехов (пољ. Żelechów) (1214 ha – 4029 ст.)

Журомин (пољ. Żuromin) (1111 ha – 8742 ст.)

Жирардов (пољ. Żyrardów) (1435 ha – 41554 ст.)

### Нека сеоска насеља
- Колонка (пољ. Kolonka)